# Bistum Patti
Das Bistum Patti (lateinisch Dioecesis Pactensis, italienisch Diocesi di Patti) ist eine auf Sizilien gelegene Diözese der römisch-katholischen Kirche in Italien mit Sitz in Patti. 
Es gehört zur Kirchenprovinz Messina in der Kirchenregion Sizilien und ist ein Suffraganbistum des Erzbistums Messina-Lipari-Santa Lucia del Mela.

## Geschichte
Das Bistum Patti entstand 1399, als Papst Bonifaz IX. das Bistum Lipari-Patti aufteilte. Dem Bistum Patti wurde dabei das auf der Insel Sizilien gelegene Territorium des früheren Bistums zugeordnet, dem Bistum Lipari die Liparischen Inseln. 
Im 19. Jahrhundert wurde das Gebiet des Bistums Patti dreimal erweitert: 1824 kamen 23 Gemeinden hinzu, 1838 noch einmal 8 und 1850 weitere 3.

## Weblinks

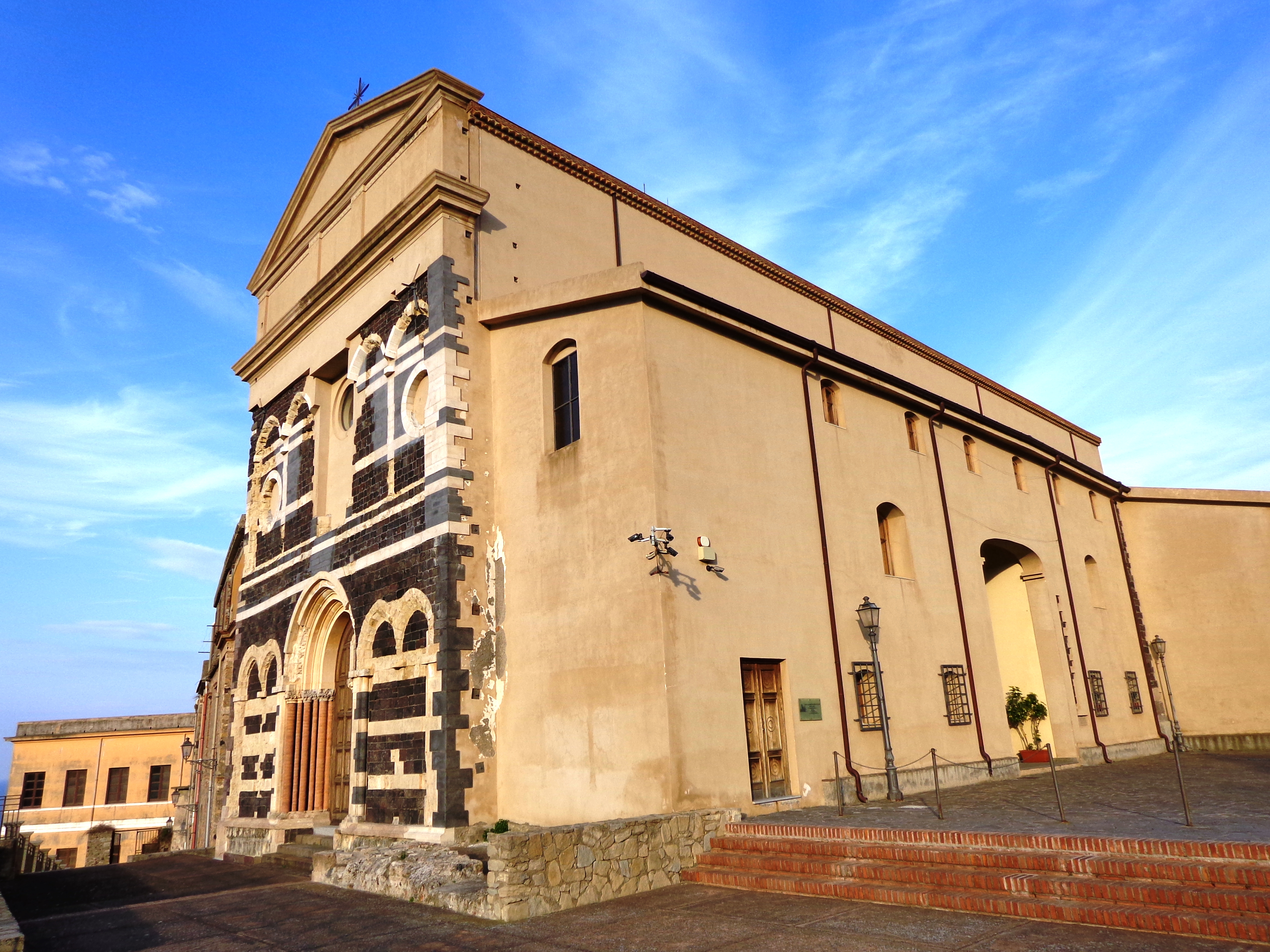
Kathedrale San Bartolomeo in Patti